# Wzgórza Szklarskie
Wzgórza Szklarskie – wzgórza w południowo-zachodniej Polsce, na Śląsku, na Przedgórzu Sudeckim, stanowiące mikroregion Wzgórz Niemczańsko-Strzelińskich, w województwie dolnośląskim.

## Lokalizacja
Pasmo wzgórz położone jest po zachodniej stronie doliny Ślęzy, na południe od miejscowości Niemcza, w południowo-zachodniej części Wzgórz Niemczańsko-Strzelińskich. Od wschodniej strony wzgórza doliną Ślezy oddzielone są od Wzgórz Dobrzenieckich, od północy i zachodu graniczą z Wzgórzami Gumińskimi, a od południa z Obniżeniem Ząbkowickim. Obszar Wzgórz objęty jest obszarem chronionego krajobrazu.

## Opis
Jest to niewielkie pasmo wzgórz będące podjednostką Wzgórz Niemczańsko-Strzelińskich, terenu o podobnym charakterze. Pasmo ma długość ponad 8 kilometrów i rozciąga się na linii północ – południe, od okolic miejscowości Niemcza do granic miejscowości Ząbkowice Śląskie. Są to niewysokie, w większości bezleśne wzniesienia nieprzekraczające 400 m n.p.m., opadające w kierunku wschodnim do doliny Ślęzy. Zachodnie zbocza pasma ogranicza Szklarka i są bardziej strome. Najwyższym szczytem pasma jest Siodlasta (384 m n.p.m.) położona na południowym krańcu pasma, niedaleko od miejscowości Siodłowice.

## Rzeźba
Wzgórza charakteryzują się urozmaiconą rzeźbą terenu o płaskich wierzchowinach wzniesień i średnim nachyleniu zboczy pasma, w które wcinają się doliny potoków. Mają charakterystyczną strukturę dla grzbietów i wzgórz wyspowych oraz przedgórzy o cechach twardzieli i ostańców. Naturalne odsłonięcia skalne są stosunkowo rzadkie i ograniczają się jedynie do zboczy i wciętych dolin potoków. Wzgórza, charakteryzując się płaskimi wierzchowinami i łagodnymi stokami, tworzą różnice wysokości terenu sięgające ok. 160 m. Najwyższe wzniesienia występują w południowej części wzgórz.

## Budowa geologiczna
Wzgórza zajmują północno-wschodni fragment bloku przedsudeckiego, na oderwanym i wypiętrzonym fragmencie Masywu Czeskiego. Obszar ten powstał w czasie najstarszych ruchów górotwórczych i nie podlegał zmianom w czasie późniejszych fałdowań. Ostateczny wygląd pasmo otrzymało w okresie epoki lodowcowej, kiedy to lądolód skandynawski naniósł w doliny i obniżenia grubą warstwę osadów. Wzgórza mają złożona budowę geologiczną, zbudowane są ze skał metamorficznych metamorfiku niemczańsko-kamienieckiego, są to łupki krystaliczne, głównie łupki dwułyszczykowe i gnejsy biotytowe z wkładkami gnejsów leptytowych. Występują również serpentynity, magnezyty, wapienie krystaliczne. Wśród skał metamorficznych tkwią tzw. sjenity niemczańskie. W utworach czwartorzędowych przeważają plejstoceńskie lessy, utwory lessopodobne, plejstoceńskie piaski i żwiry lodowcowe oraz gliny zwałowe.

## Krajobraz
Krajobraz jest urozmaicony i ma walory krajobrazowe. Cały obszar pasma jest górzysty. Pasmo przedstawia krajobraz niskich gór i wysoczyzn z wyraźnie zaznaczonymi wzniesieniami, których zbocza ponacinane są dolinami potoków i wąwozami. Szczyty są kopulaste, w większości niezalesione z wyraźnym podkreśleniem zboczy. Cały obszar wzgórz jest w niewielkim stopniu porośnięty lasem, większość obszaru zajmują łąki i pola uprawne. Krajobraz w większości przeobrażony. Pierwotny niskogórski charakter krajobrazu w większości został zachowany.

## Wody
Wzgórza Szklarskie należą do zlewiska Morza Bałtyckiego. Położone są w dorzeczu Odry. Największą rzeką jest Szklarka, lewostronny dopływy Ślęzy, zbierający wody z zachodnich zboczy wzgórz. Ze wschodnich zboczy wody odprowadzane są przez potoki stanowiące dopływy Ślęzy.

## Klimat
Klimat podgórski jest typowy dla większości obszaru Dolnego Śląska, gdzie mieszają się cechy klimatu oceanicznego kontynentalnego i górskiego. Jest to klimat ciepły, łagodny, o umiarkowanej wilgotności. Przeważają wiatry zachodnie i południowo-zachodnie. Średnia temperatura w skali roku wynosi 8 °C. Najniższe temperatury notuje się w styczniu, najwyższe w lipcu. Średnioroczne opady wynoszą około 700 mm, maksymalne opady notuje się w lipcu, minimalne w styczniu. Czas zalegania pokrywy śnieżnej wynosi około 60 dni. Wilgotność powietrza jest umiarkowana i sprzyja wegetacji roślin. Okres wegetacyjny wynosi około 220 dni i jest jednym z dłuższych w Polsce.

## Roślinność i zwierzyna
Niektóre pojedyncze wzniesienia wzgórz pokryte są lasem. W tych częściach składają się one z dębów, buków, brzóz i lip oraz sztucznie wprowadzanych monokultur świerkowych i sosnowych, które źle się tu utrzymują. W poszyciu występują: bez czarny, jarzębina, leszczyna, wierzba siwa. Z roślin chronionych występuje: dziewięćsił bezłodygowy, kopytnik pospolity, wawrzynek wilczełyko. W runie spotykamy następujące rośliny: konwalia majowa, konwalijka dwulistna, marzanka wonna, gajowiec żółty, rogownica, borówka czernica. Naturalne zbiorowiska roślinne na terenie wzgórz są niemal zupełnie zniszczone działalnością człowieka, który zajął ten teren pod uprawy. Nielicznie zachowały się małe enklawy drzew liściastych i zarośli nadpotokowych i nadrzecznych. Z ciekawych roślin zielnych spotkamy tu paprotkę zwyczajną, rozchodnik wielki i kaukaski, goździk kartuzek, wrotycz pospolity, krwawnik pospolity, żmijowiec zwyczajny, dziurawiec, ślaz dziki, wierzbówkę kiprzycę, lepnicę rozdętą, dzwonki, starce.
Faunę reprezentują ssaki: sarny, dziki, a spośród mniejszych ssaków występują zające, tchórze, łasice, kuny, wiewiórki. Płazy i gady występujące w tym rejonie to zaskrońce, padalce, traszki, żaba trawna, żaba wodna, jaszczurka żyworodna, jaszczurka zwinka. Na nasłonecznionych stokach występuje żmija zygzakowata.
Obszar wzgórz ubogi jest w ptactwo, wynika to z rolniczego charakteru terenu, braku dużych i bogatych w wodolubną roślinność zbiorników wodnych oraz ograniczoną i nierównomiernie rozmieszczoną powierzchnią lasów.

## Miejscowości
U podnóża wzgórz po ich zachodniej stronie położone są wioski Sulisławice, Ligota Mała, Nowa Wieś Niemczańska. Po wschodniej stronie wzgórz leżą wsie Przerzeczyn-Zdrój, Koźmice, Tomice, Szklary, Siodłowice.

## Komunikacja
Sieć dróg w rejonie wzgórz jest dobrze rozwinięta. Drogi lokalne to:
- Droga krajowa nr 8 położona wzdłuż zachodniego podnóża równolegle do wzgórz prowadząca z Wrocławia do przejścia granicznego w Kudowie-Zdroju
- droga lokalna prowadząca z Niemczy do Przerzeczyna-Zdroju
- droga lokalna Koźmice – Bobolice
- droga lokalna Tomice – Kobyla Głowa

szlaki kolejowe
- wzdłuż zachodniego podnóża równolegle do wzgórz przechodzi nieczynna obecnie linia kolejowa z Łagiewnik do Piławy Górnej.

## Turystyka
Przez wzgórza prowadzą szlaki turystyczne:
- czarny – z Piławy Dolnej prowadzi przez północną część wzgórz do Ziębic.
- projektowane jest wytyczenie szlaku prowadzącego południową partią wzgórz do Skałek Stoleckich i Sztolni Stoleckich.